# Valarinho
Valarinho é uma localidade portuguesa situada entre Cavadas e Casais do Porto, na freguesia do Louriçal.
São Jorge é o santo padroeiro de Valarinho. A Rua Principal dá acesso a outras terras, tais como Porto Godinho, Cavadas.
A festa do Valarinho, em honra de São Jorge, realiza-se todos os anos no último fim de semana de Julho.

## Tradição
Noutros tempos os animais eram indispensáveis para a vida da população da região, que era maioritariamente baseada na agricultura que dependia da força dos animais para trabalhar a terra. Durante o ano as pessoas faziam promessas para protecção e cura das maleitas dos animais. Estas promessas eram normalmente feitas ao S. Jorge (padroeiro dos animais). A forma de pagamento destas promessas era normalmente feita dando voltas à antiga capela do Valarinho com estes mesmos animais ou oferecendo órgãos de animais em cera ao Santo. O dia da festa anual era o dia escolhido para o pagamento das promessas, o que tornava esta festa muito apreciada pela população da região devido à romaria efectuada pelo povo e os seus animais.

## Significado do nome
Etimológico: Valarinho é o diminutivo de valar. Valar significa abrir ou construir valas; cercar com valas ou valadas.
Popular: Tudo começou quando os franceses invadiram Portugal. Eles pretendiam conquistar o nosso país e para tal invadiam cidades, derrubavam casas... Mas os Portugueses não eram assim tão fracos e defendiam-se, até que um dia um Espanhol disse para um Francês: “Olha! Vai de vagarinho, tem cuidado”. Devido a essa razão o povo pensa que Valarinho surgiu da palavra vagarinho.